# Baron Ashbourne
Baronowie Ashbourne 1. kreacji (parostwo Zjednoczonego Królestwa)
- 1885–1913: Edward Gibson, 1. baron Ashbourne
- 1913–1942: William Gibson, 2. baron Ashbourne
- 1942–1983: Edward Russell Gibson, 3. baron Ashbourne
- 1983 -: Edward Barry Greynville Gibson, 4. baron Ashbourne

Najstarszy syn 4. barona Ashbourne: Edward Charles d'Olier Gibson
Najstarszy syn najstarszego syna 4. barona: Edward Alexander Gibson